# 椴法華村
椴法華村（日语：／ Todohokke mura */?）是過去位於北海道渡島支廳東南部的一個以漁業為主城鎮，位於渡島半島最東端的惠山岬，轄區內八成土地為山林地，僅有海岸附近為平地，主要聚落亦集中於海岸；已於2004年12月1日與惠山町、戶井町、南茅部町同時併入函館市，過去的轄區相當於現在的函館市椴法華支所的負責範圍。
町名源自阿伊努語的「tu-pok-ke」，意思是山稜的下面。

## 歷史

### 沿革
- 1919年4月1日：椴法華村從尾札部村（後來合併為南茅部町）分村，並成為北海道二級村。[1][2]
- 2004年12月1日：與龜田郡戶井町、惠山町、茅部郡南茅部町一同被併入函館市。

## 交通

### 航空
- 函館機場

### 港灣
- 椴法華港（地方港灣）

### 道路
一般國道
- 國道278號

道道
- 北海道道231號椴法華港線

## 觀光點
- 惠山
- 惠山道立自然公園
- 惠山岬燈塔
- 水無海濱溫泉

## 教育

### 中學校
- 椴法華村立椴法華中學校

### 小學校
- 椴法華村立椴法華小學校

## 姊妹市、友好都市

### 日本
- 風間浦村（青森縣下北郡）

## 外部連結
- （日語）函館市椴法華支所